# Gerkan, Marg und Partner

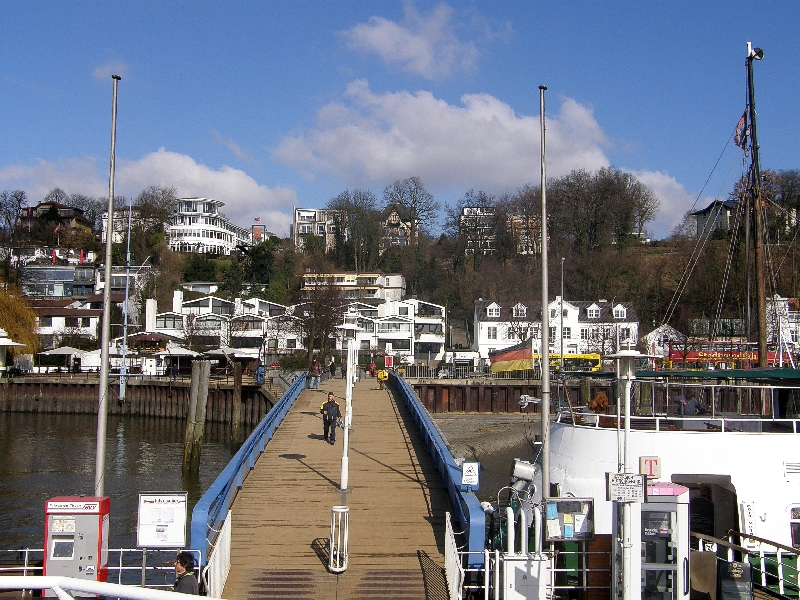
Sede central de gmp sobre la Elbchaussee, Hamburg-Othmarschen.

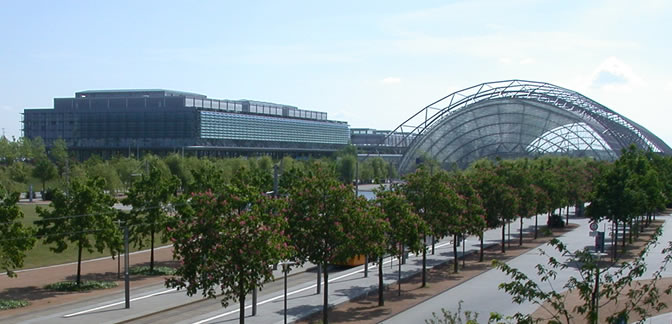
Nueva Feria de Leipzig.

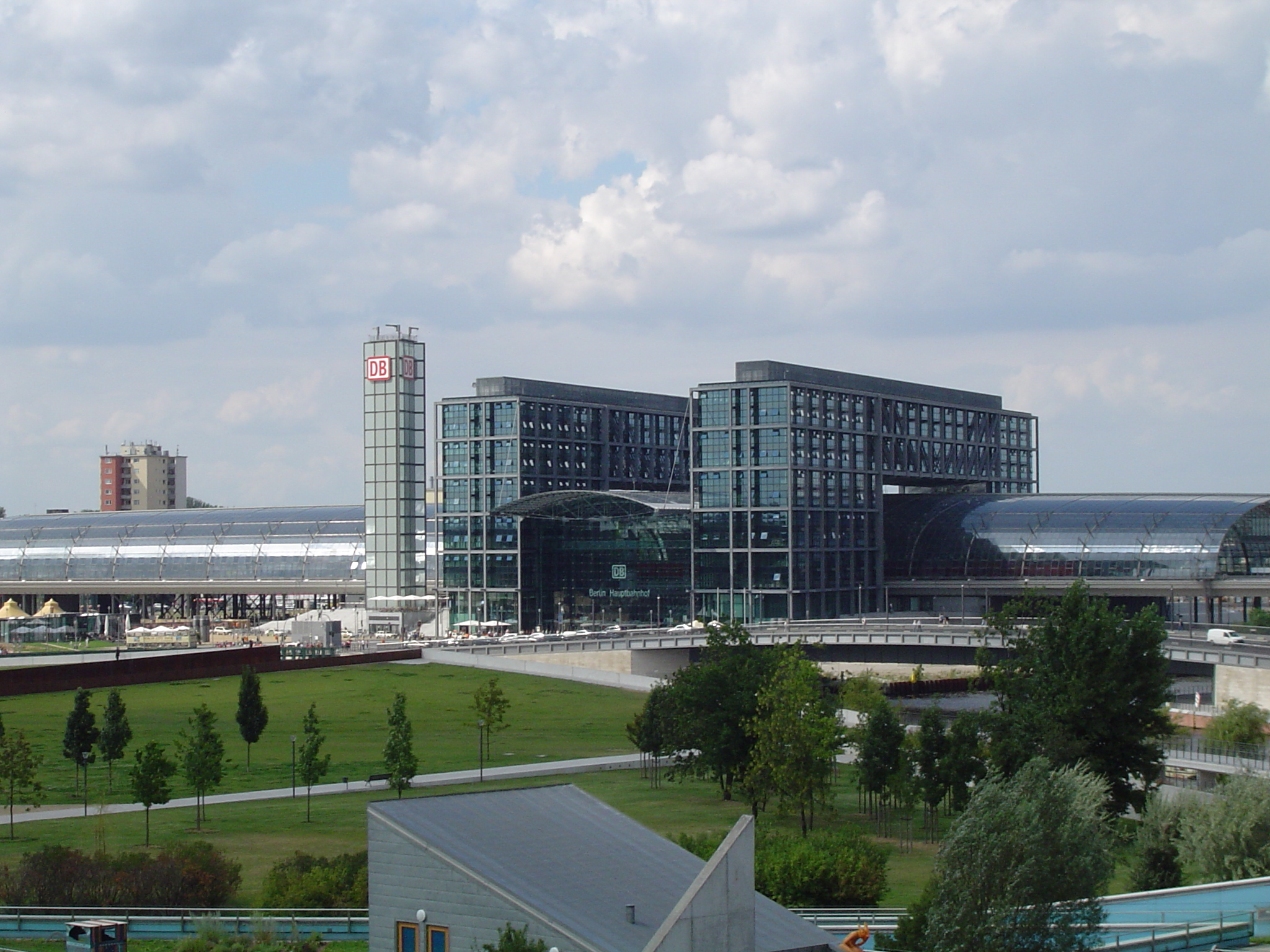
Estación Central de Berlín.

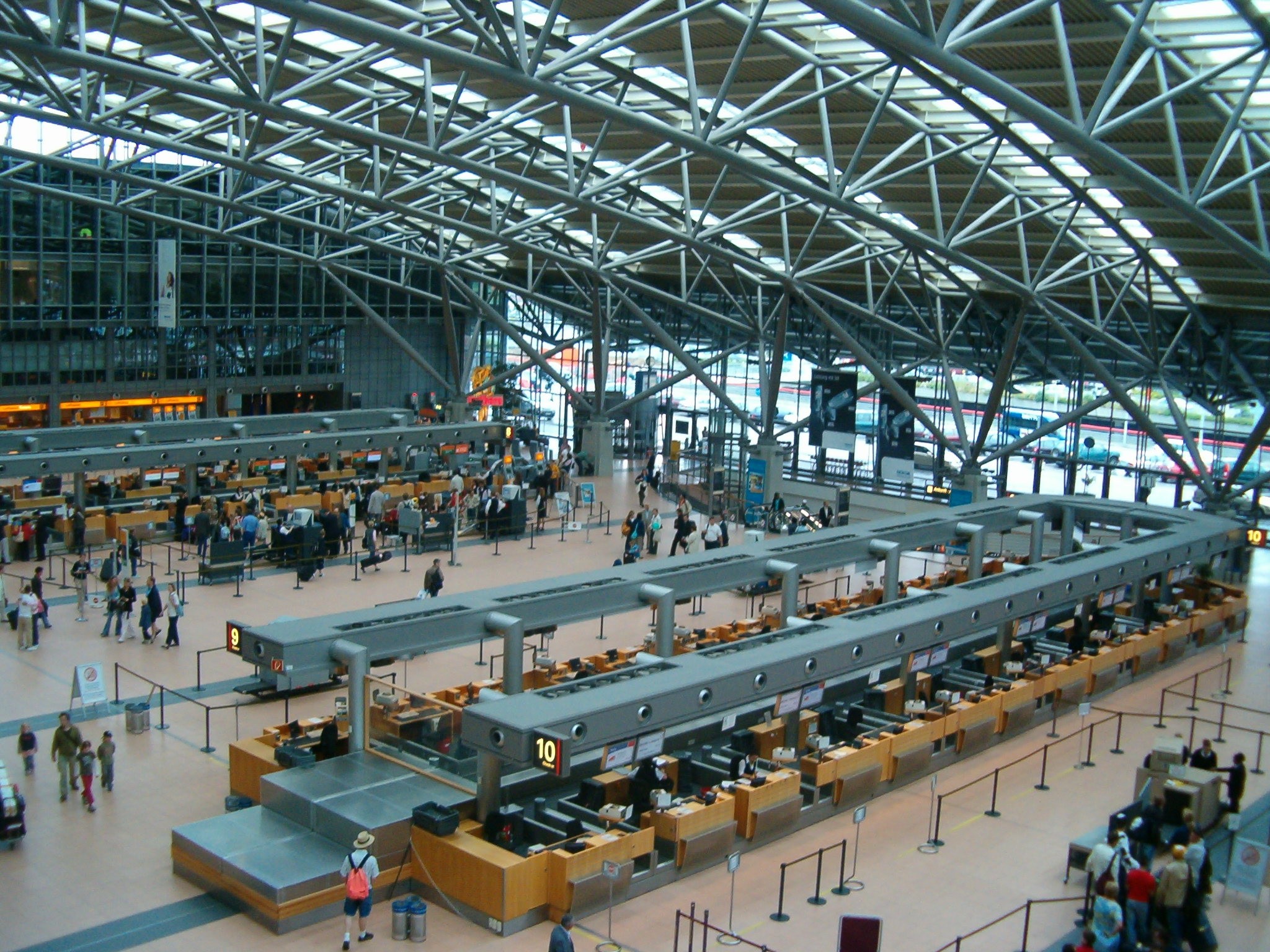
Aeropuerto de Hamburgo.

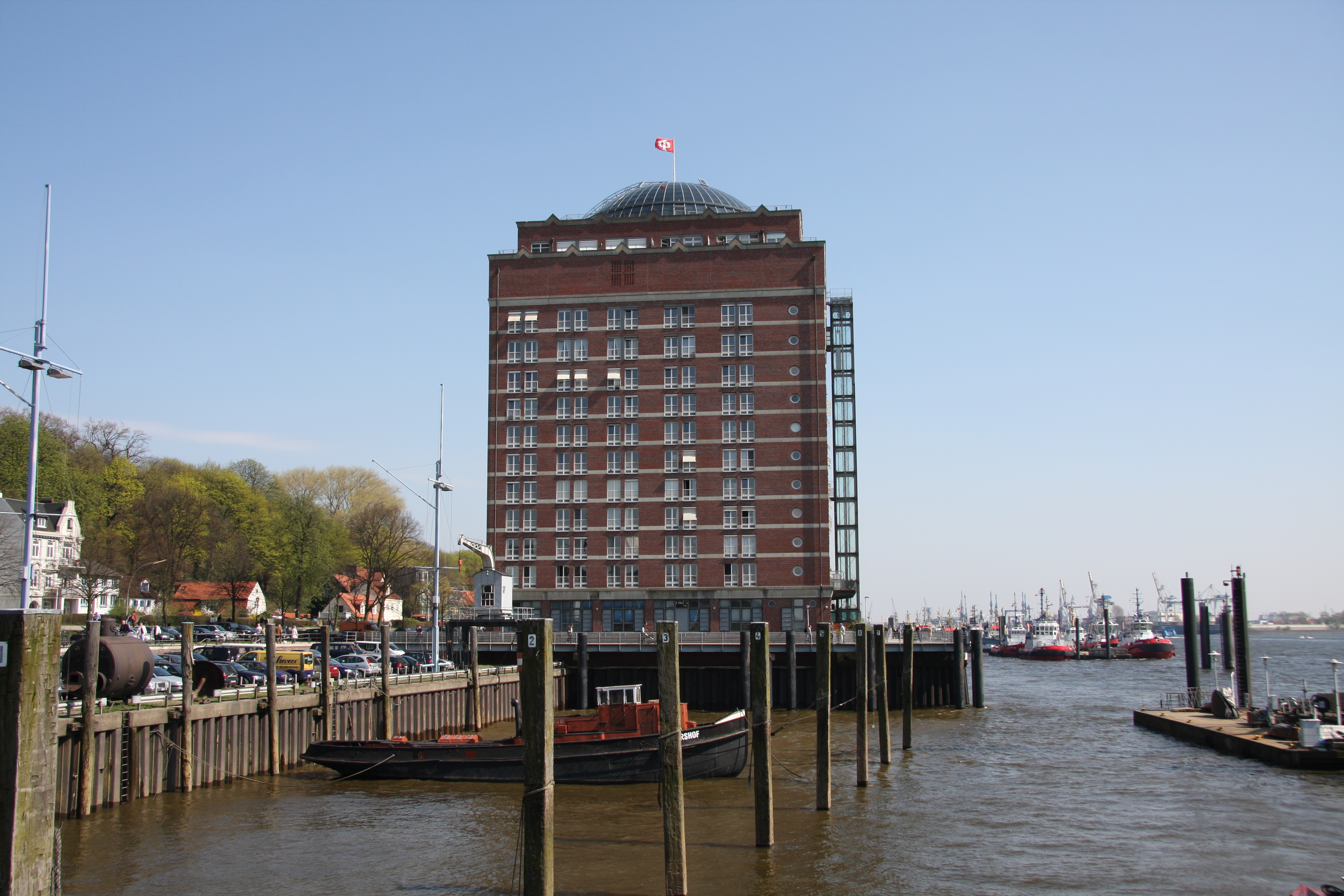
Hogar de ancianos Augustinum en Hamburgo.

gmp Architekten von Gerkan, Marg und Partner (abreviado gmp) es un estudio de arquitectura alemán con sede en Hamburgo y oficinas en Asia y otras regiones. Fue fundado en 1965 por los arquitectos Meinhard von Gerkan y Volkwin Marg.

## Obras destacadas
- Aeropuerto de Berlín-Tegel, Alemania (1975)
- Oficina Europea de Patentes, Múnich, Alemania (1979)
- Museo de la Historia de Hamburgo, Alemania (1989)
- Salamanderhaus, Berlín, Alemania (1992)
- Nueva Feria de Leipzig, Alemania (1996)
- Puente Hörn, Kiel, Alemania (1997)
- Tempodrom, Berlín, Alemania (1999)
- Aeropuerto de Stuttgart, Alemania (2004)
- Modernización del Aeropuerto de Hamburgo, Alemania (2005)
- Reforma del Estadio Olímpico de Berlín, Alemania (2005)
- RheinEnergieStadion, Colonia, Alemania (2005)
- Reforma de la Commerzbank-Arena, Fráncfort del Meno, Alemania (2005)
- Estación Central de Berlín, Alemania (2006)
- Vietnam National Convention Center, Hanói, Vietnam (2006)
- Haidian Christian Church, Pekín, China (2007)
- Estadio Moses Mabhida, Durban, Sudáfrica (2009)
- Estadio Green Point, Ciudad del Cabo, Sudáfrica (2009)
- Estadio Nelson Mandela Bay, Port Elizabeth, Sudáfrica (2009)
- Estadio Jawaharlal Nehru, Nueva Delhi, India (2009)
- Shanghai Oriental Sports Center, Shanghái, China (2010)
- Reforma del Museo Nacional de China, Pekín, China (2011)
- Reforma del Estadio Olímpico de Kiev, Ucrania (2011)
- Estadio Nacional de Varsovia, Polonia (2011)
- Arena Națională, Bucarest, Rumania (2011)
- Baku Crystal Hall, Bakú, Azerbaiyán (2012)
- Estadio Nacional de Brasilia, Brasil (2013)
- Estádio Mineirão, Belo Horizonte, Brasil (2013)
- Arena da Amazônia, Manaus, Brasil (2014)
- Gazprom Arena, San Petersburgo, Rusia (2017)
- VTB Arena, Moscú, Rusia (2019)
- Aeropuerto de Berlín-Brandeburgo Willy Brandt, Alemania (en obras)
- Lingang New City, Shanghái, China (en obras)
- Estadio Santiago Bernabéu, Madrid (en obras)